# Kościół Świętych Apostołów Piotra i Pawła w Chełmnie
Kościół św. Piotra i św. Pawła – dawny kościół dominikański, od 1829 do 1945 ewangelicki, obecnie filialny w parafii Wniebowzięcia NMP, położony w północno-wschodniej części starego miasta w Chełmnie, w bloku ograniczonym ulicami Wodną i Kościelną oraz murami miejskimi.
Fasada kościoła stanowiła pierwowzór fasady katedry warszawskiej.

## Historia i architektura
Dominikanie przybyli do Chełmna prawdopodobnie już w 1233 (a więc w roku lokacji miasta). Istniejący dzisiaj kościół zaczęto wznosić od w 4. ćwierci XIII wieku, chociaż w obrębie późniejszej neogotyckiej kruchty istnieją wcześniejsze fragmenty budowli późnoromańskiej z lat ok. 1240–1250. W pierwszej połowie XIV wieku zbudowano korpus, najpierw w postaci niesymetrycznej dwunawowej hali o sześciu przęsłach; w trzeciej ćwierci XIV w. dobudowano trzecią bardzo wąską nawę północną, z tego czasu pochodzi również szczyt zachodni. W drugiej połowie XVII wieku wnętrze korpusu całkowicie przebudowano ze zmianą programu przestrzennego na czteroprzęsłową bazylikę i założeniem nowych sklepień. Z końca XIX wieku pochodzą przybudówki – kruchta zachodnia i zakrystia od północy.
Kościół jest murowany z cegły. Z zewnątrz zachował cechy gotyckie, wnętrze korpusu jest zbarokizowane. Obecnie jest to czteroprzęsłowa niesymetryczna bazylika o bardzo wąskiej nawie północnej, przed barokizacją był trójnawową, sześcioprzęsłową halą. Zachowane w pierwotnej postaci prezbiterium jest trójprzęsłowe, zamknięte od wschodu pięcioma bokami ośmioboku, sklepione krzyżowo-żebrowo, w przęśle środkowym gwiazdą czteroramienną. Od zewnątrz jest opięte uskokowymi skarpami, przez ich gęste ustawienie wzmacniającymi wertykalizm budowli. Wyróżnia się również zachodni szczyt korpusu, dzielony gęsto ustawionymi pod kątem lizenami przechodzącymi w pinakle.
Dawne bogate, późnobarokowe i rokokowe wyposażenie wnętrza zostało w większości usunięte po przejęciu kościoła przez ewangelików. Na miejscu zachowała się tylko kilka elementów: późnobarokowy ołtarz główny, wzorowany na ołtarzu kościoła NMP w Toruniu, drewniane rokokowe stalle w prezbiterium, dekorowane ornamentem rocaille i wolutami, przy filarze w nawie głównej rokokowa ambona, na której baldachimie cztery putta przedstawiające personifikacje kontynentów.

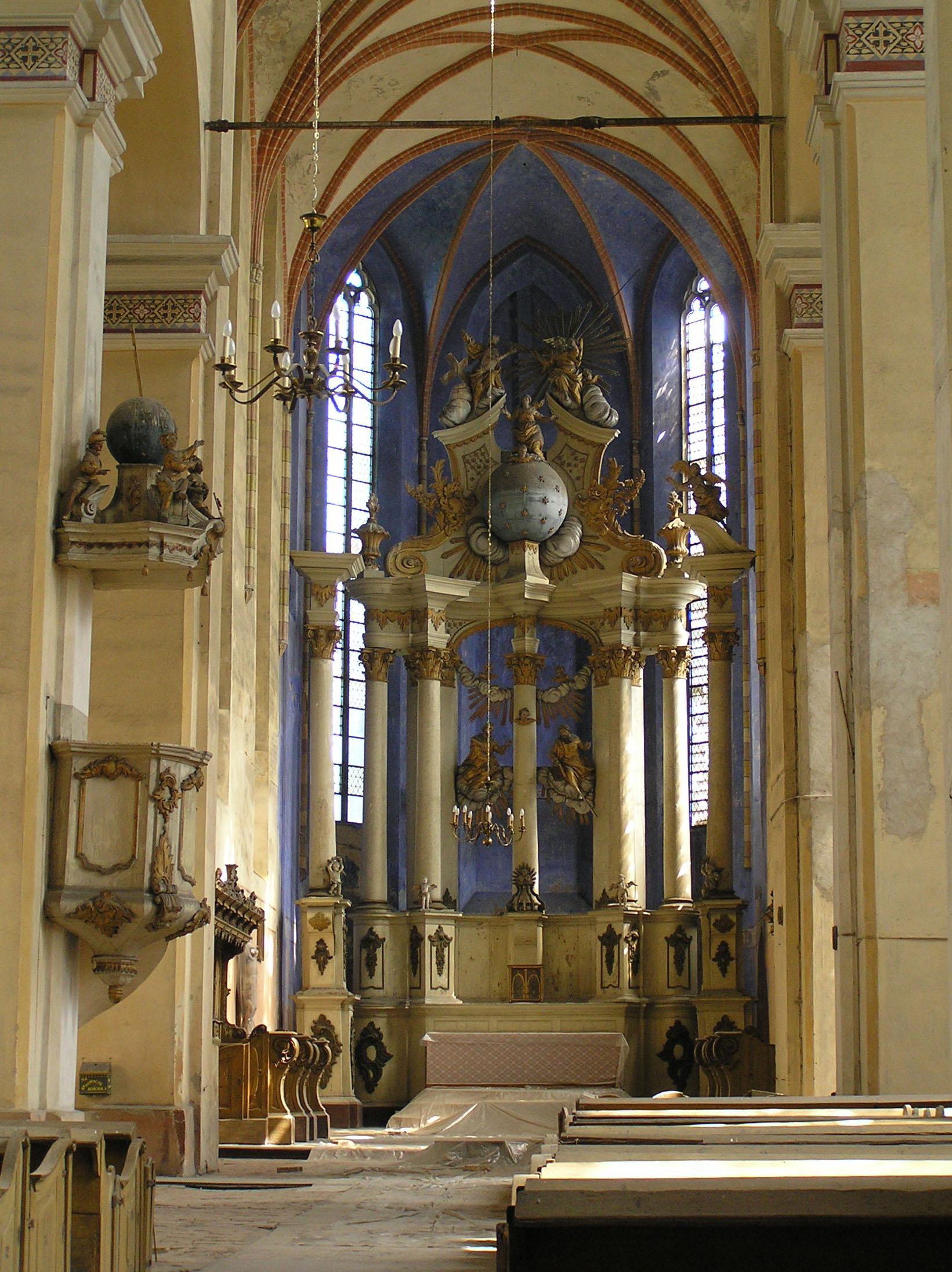
Prezbiterium z ołtarzem głównym
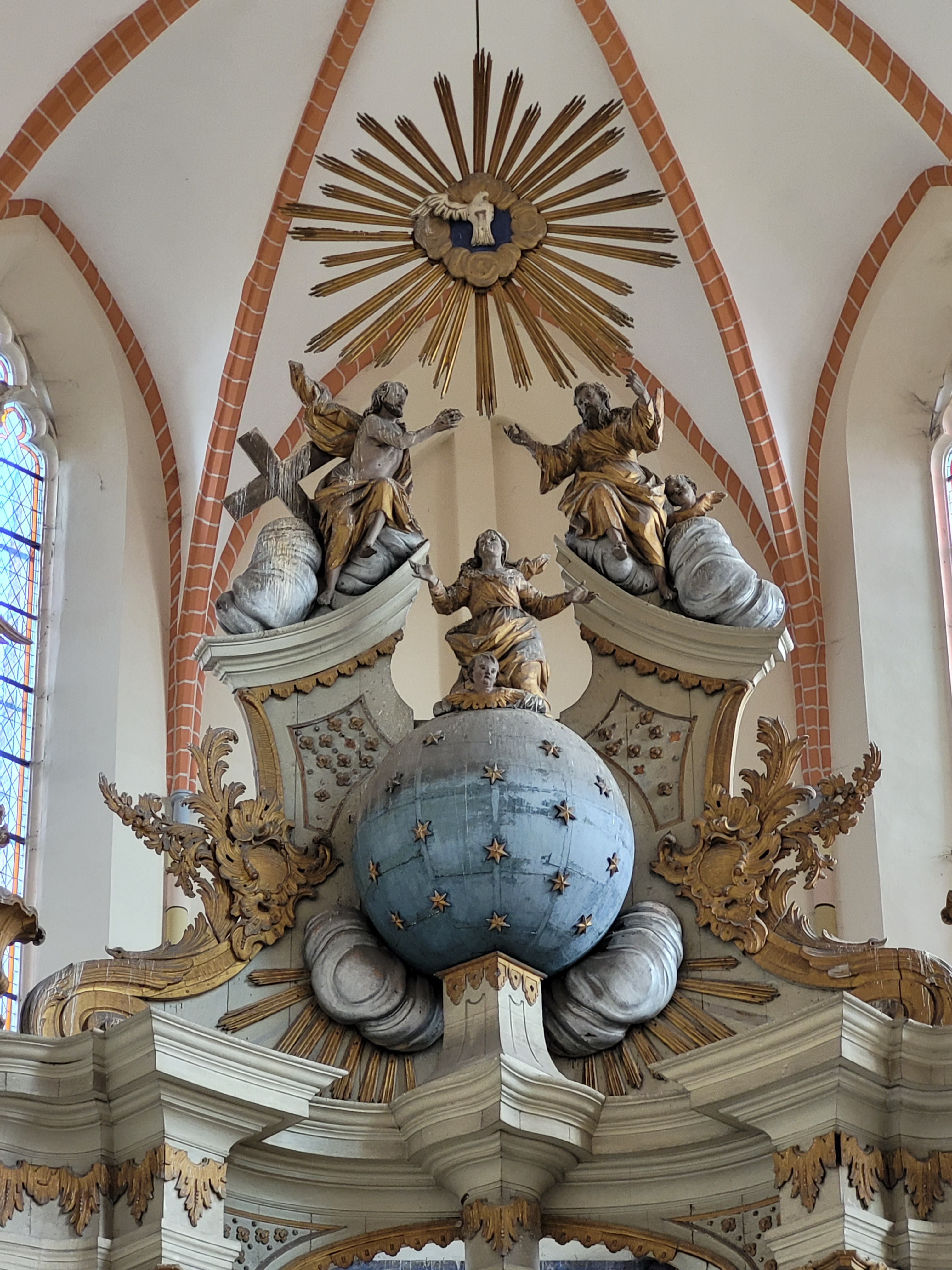
Zwieńczenie ołtarza głównego
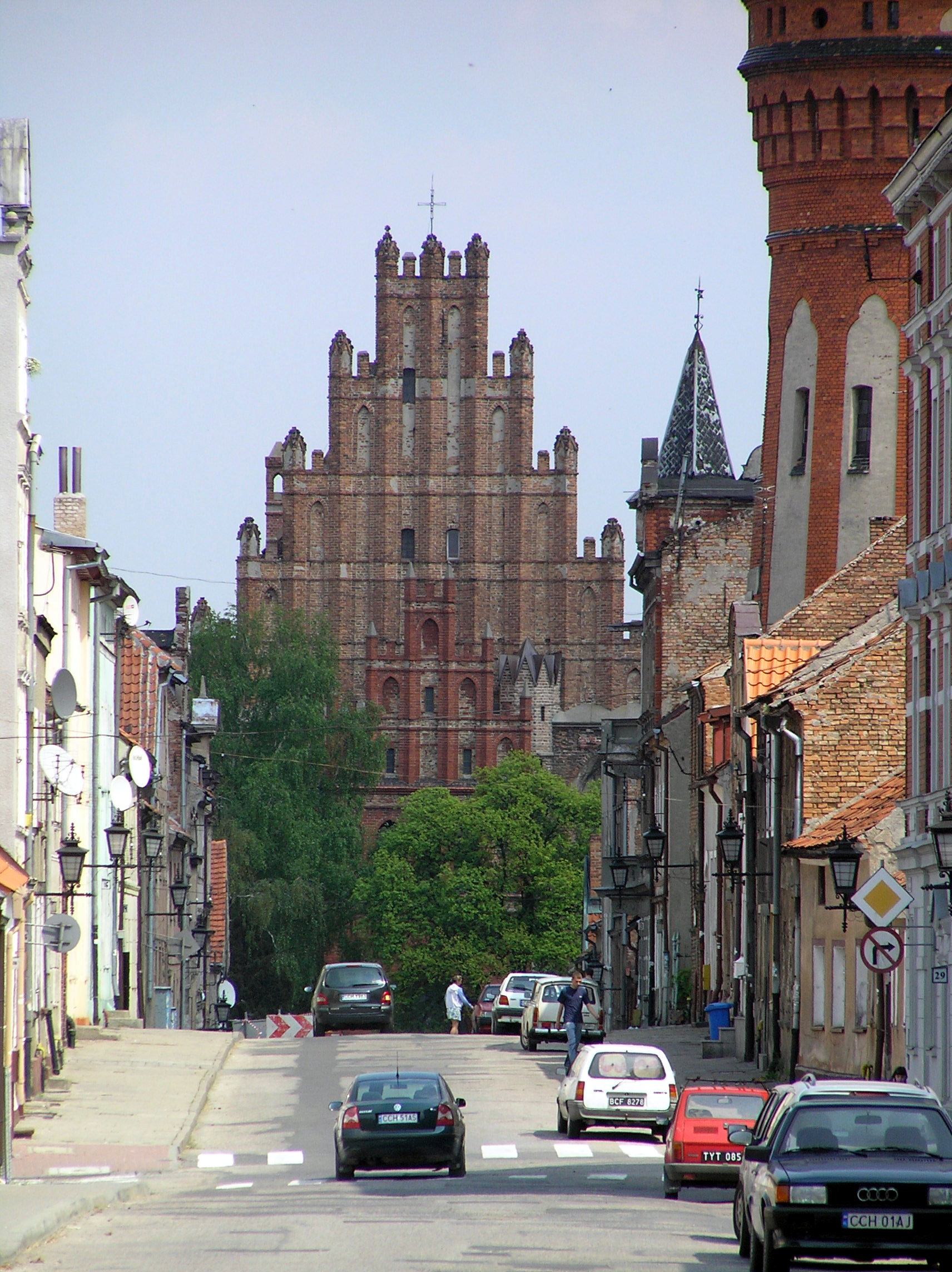
Widok kościoła od zachodu w perspektywie ul. Dominikańskiej